# Littérature latine
La littérature latine désigne la littérature écrite en latin, principalement dans la Rome antique mais aussi dans tous les territoires où cette langue était parlée du fait d'une conquête effectuée par Rome ou simplement de l'influence de la culture romaine. Du point de vue chronologique, on a continué très longtemps à écrire en latin. Mais la plupart des histoires de la littérature latine ne portent que sur les textes rédigés sous la République et l'Empire romain : les chercheurs considèrent que les changements culturels qui ont accompagné la transition entre l'Antiquité et le Moyen Âge, mais aussi le net recul du latin comme langue parlée dans les premiers siècles du haut Moyen âge, marquent la fin de la littérature latine au sens premier du terme, puisqu'elle cesse d'être nourrie par un parler vivant communément répandu. La littérature écrite en latin à partir du Moyen Âge devient réservée à une élite savante et au clergé.
On peut également poser la question des textes à inclure ; on prend généralement en compte des textes de nature très variées : des ouvrages d'histoire comme ceux de Salluste et de Tacite, des discours judiciaires et philosophiques, ceux de Cicéron en particulier, des traités philosophiques et humanistes, ceux de Sénèque par exemple... Cela se justifie par les différences entre les conceptions latines des lettres et la vision moderne de la littérature.
La littérature latine a été très fortement influencée par la littérature grecque antique. Elle a, à son tour, largement influencé la littérature et les arts européens des siècles ultérieurs, particulièrement le classicisme aux XVIIe et XVIIIe siècles.

## Premières traces de la littérature latine

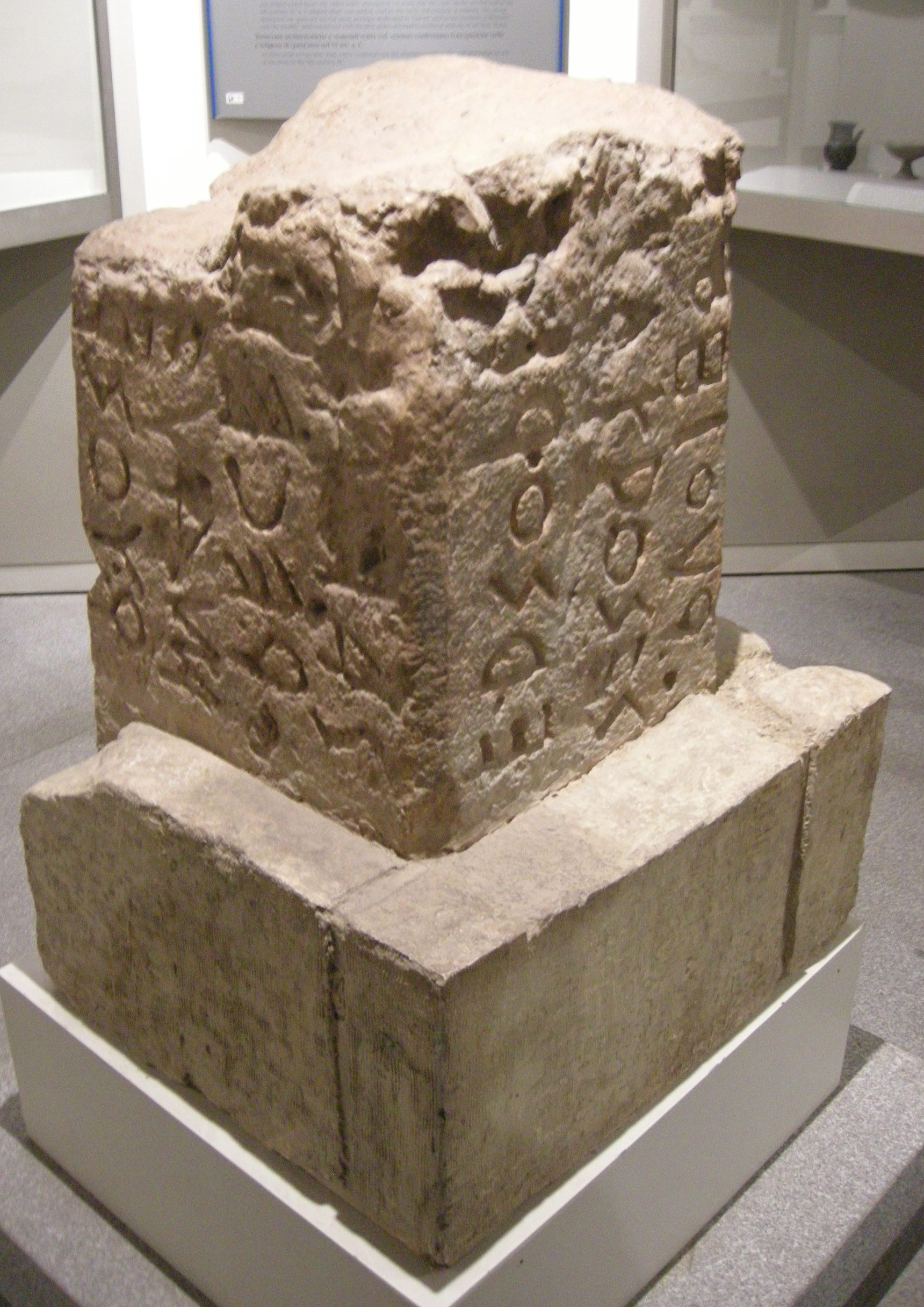
La stèle du Lapis Niger au Musée national des Thermes à Rome.

Les premières traces connues d'une littérature en langue latine nous sont parvenues par le biais des inscriptions, étudiées par l'épigraphie. Les inscriptions les plus anciennes connues en latin remontent aux VIIe et VIe siècles av. J.-C. avec principalement l'inscription dite « inscription de Duenos » datant de la fin VIIe-début VIe siècle av. J.-C. et dont la compréhension pose encore des problèmes, et le lapis Niger (pierre noire) découvert en 1899 sur le Forum de Rome, qui date environ de la fin VIe ou du Ve siècle av. J.-C. et qui porte une inscription de nature religieuse destinée à protéger un lieu sacré. On connaît également une inscription datant de la fin du VIe siècle en l'honneur d'un consul, Publius Valerius Publicola, qui vécut sous la royauté à Rome et prit part à l'établissement de la République. De très nombreuses inscriptions latines ont été découvertes et continuent à être découvertes chaque année sur l'ensemble des territoires de la Rome antique. Elles permettent de connaître de mieux en mieux les périodes les plus reculées de la littérature écrite de langue latine.
Il est également certain qu'il a existé une littérature orale en latin avant l'apparition des premiers genres littéraires écrits. On connaît par exemple l'existence de chants religieux, de chants nuptiaux, de brefs poèmes comiques, de numéros d'acteurs préfigurant le théâtre latin, de discours prononcés par des orateurs et des hommes politiques, etc.
On peut dater l'apparition de la littérature latine (écrite et non plus purement orale) vers la fin du IIIe siècle av. J.-C., au moment où l'alphabet latin se stabilise. Les plus anciens auteurs connus sont des dramaturges : Livius Andronicus et Naevius. Leurs pièces sont, soit perdues, soit connues seulement par de courts fragments.
De Livius Andronicus, on sait qu'il donna la première représentation connue d'une fabula (pièce de théâtre) en latin à Rome en 240 av. J.-C. Il s'agissait d'une adaptation en latin d'après une pièce grecque.
Le plus ancien texte connu écrit par une femme en latin est une lettre découverte à Vindolanda, près du mur d'Hadrien, dans ce qui est aujourd'hui l'Angleterre. Datée d'entre 97 et 103 apr. J.-C., il s'agit d'une invitation envoyée par Claudia Severa, qui invite une amie, Sulpicia Lepidina, à venir célébrer son anniversaire. La lettre est écrite en cursive sur une tablette en bois par un ou une scribe sous la dictée, et Claudia Severa a ajouté une phrase de sa propre main à la fin,.

## La naissance d'une littérature romaine (IIIe-IIes.av. J.-C.)

### Ennius
Quintus Ennius, quant à lui, composa plusieurs genres d'œuvres : des tragédies adaptées de sujets grecs, mais aussi les Annales, une épopée à sujet historique relatant l'histoire de Rome depuis ses origines jusqu'à son époque. Il adapta en latin l'hexamètre dactylique de la poésie grecque antique.

### L'essor du théâtre
Peu après Ennius, la tragédie latine continue à se développer avec deux autres dramaturges, Pacuvius (220-130 av. J.-C.) et Lucius Accius (170-86 av. J.-C.).
La comédie, de son côté, se développe à son tour avec deux auteurs principaux, Plaute et Térence, le premier étant celui qui a connu le plus grand succès de son vivant.

### Les débuts de la prose
Le premier grand auteur latin en prose est Caton l'Ancien (234-149 av. J.-C.). Il écrit une histoire de l'Italie en prose, aujourd'hui perdue. On n'a conservé de lui que son traité De agri cultura (De l'agriculture).

### La poésie: la naissance de la satire
Au IIe siècle av. J.-C. naît un genre poétique proprement romain : la satire. Le genre est inventé par le poète Lucilius (né au milieu du IIe siècle, mort en 102 ou 101 av. J.-C.).

## L'époque républicaine (Iersiècleav. J.-C.)

### L'éloquence latine: Cicéron

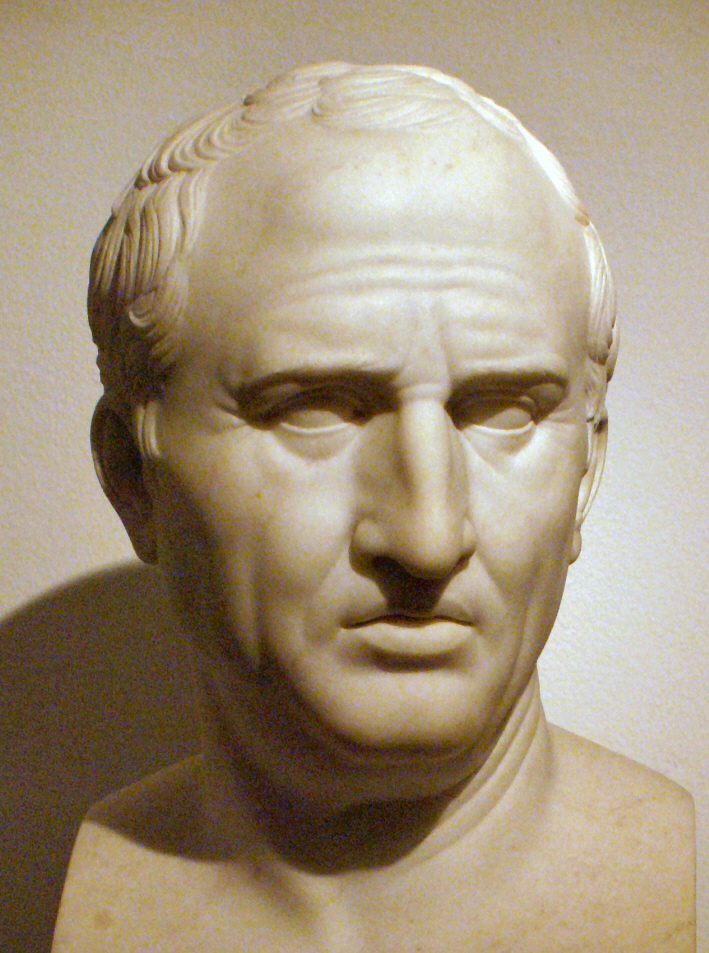
Buste de Cicéron sculpté au XIXe siècle d'après un original romain.

Durant l'apogée de la République romaine, l'éloquence est marquée par l'œuvre de Cicéron (106-43 av. J.-C.), orateur et homme politique principalement connu pour ses discours et son engagement dans les conflits de son époque. Cicéron devient le premier grand orateur latin. Cicéron, dont on a conservé de nombreux textes, écrit également de nombreux traités politiques et des dialogues philosophiques où il effectue notamment un travail important de traduction, d'adaptation et d'appropriation en latin des concepts de la philosophie grecque classique et hellénistique. On a également conservé de lui une importante correspondance adressée à des alliés politiques, à des amis (dont Atticus) et à sa famille.

### Lucrèce: la poésie philosophique
Lucrèce (autour de 98-55 av. J.-C.) est l'auteur d'un poème philosophique, De rerum natura (littéralement  De la nature des choses, souvent traduit par De la Nature), dans lequel il expose la doctrine du philosophe grec Épicure, en l'adaptant en latin.

### La poésie: lespoetae novi
La première moitié du Ier siècle av. J.-C. voit l'émergence de plusieurs poètes latins souvent originaires de Gaule cisalpine et qu'on regroupe sous le nom de poetae novi (poètes nouveaux, où novi a un sens fort : « originaux », avec une connotation négative). Ils composent des poèmes courts, raffinés, contenant des références savantes (notamment mythologiques), et traitant de sujets légers et enlevés, souvent liés à l'amour. Ils sont influencés par la poésie grecque hellénistique. Catulle est le seul de ces poètes dont les œuvres nous soient parvenues. Ses poèmes sont parfois des poèmes d'amour (en l'honneur d'une maîtresse fictive, Lesbia), parfois des conseils à ses amis ou encore des moqueries féroces et parfois salaces adressées à ses ennemis.

### Les écrits historiques
Plusieurs écrivains, parfois des hommes politiques, écrivent des œuvres à prétention historique. Parmi eux, il faut compter Jules César (100-44 av. J.-C.) avec ses Commentarii publiés au fil de ses campagnes pendant la guerre des Gaules (Commentaires sur la Guerre des Gaules) et la guerre civile entre César et Pompée (Commentaires sur la Guerre civile).
Salluste (86-35 av. J.-C.), homme politique et militaire allié de César, écrit des traités historiques : la Conjuration de Catilina et la Guerre de Jugurtha, ainsi que des Histoires (ce dernier ouvrage n'est connu que par fragments).
Un autre historien romain de l'époque est Cornélius Népos (né en 100 av. J.-C., mort en 29 ou 25 av. J.-C.) qui écrit des chroniques historiques et des biographies d'hommes illustres.

### Varron
Varron (Marcus Terentius Varro, 116-27 av. J.-C.) est un écrivain prolifique qui écrit de nombreux écrits dont seuls quelques-uns nous sont parvenus. Il écrit notamment de nombreux traités savants portant sur des sujets très divers (on a conservé un traité d'agriculture et des fragments d'un traité de grammaire), ainsi que des discours, des poèmes comiques et une abondante correspondance. Il est enfin l'auteur d'un important ouvrage perdu, Antiquitatum rerum humanarum et divinarum libri XLI (Des choses humaines et divines antiques, en 41 livres) qui couvrait l'ensemble des domaines du savoir, ce qui en fait le premier ouvrage encyclopédique en langue latine.

## L'époque augustéenne (43 av. J.-C. - 14 ap. J.-C.)
Le règne d'Auguste, qui met en place l'Empire en tant que princeps de Rome, est une période de grande activité littéraire dans la capitale. Auguste réunit autour de lui de nombreux auteurs et influence leurs œuvres, voire leur passe des commandes littéraires. Il écrit lui-même des mémoires et des discours aujourd'hui perdus. Le seul texte conservé écrit directement sous la direction d'Auguste sont ses Res gestae (ses Accomplissements) dont le premier exemplaire redécouvert fut retrouvé en 1555 sur les parois du temple de Rome et d'Auguste dans l'actuelle Ankara. Il s'agit d'un compte rendu lapidaire des actes accomplis sous son règne, qui a valeur à la fois d'inscription triomphale et d'éloge funèbre à sa propre gloire.
L'un des principaux conseillers politiques d'Auguste, Mécène, joue un rôle important dans la constitution d'un groupe d'auteurs autour de l'empereur ; c'est de son nom propre que provient le nom commun « mécène » désignant une personne ou une institution encourageant les arts et les lettres. Mécène réunit ainsi à la cour d'Auguste des poètes comme Virgile, Horace et d'autres aujourd'hui moins bien connus, comme Varius Rufus. Mécène était lui-même auteur de poèmes recherchés dont il reste quelques ´fragments. D'autres notables, comme Caius Asinius Pollion et Marcus Valérius Messala, se font également les protecteurs d'autres auteurs (Messala devient ainsi le protecteur de Tibulle).

### Les poètes augustéens

#### Virgile

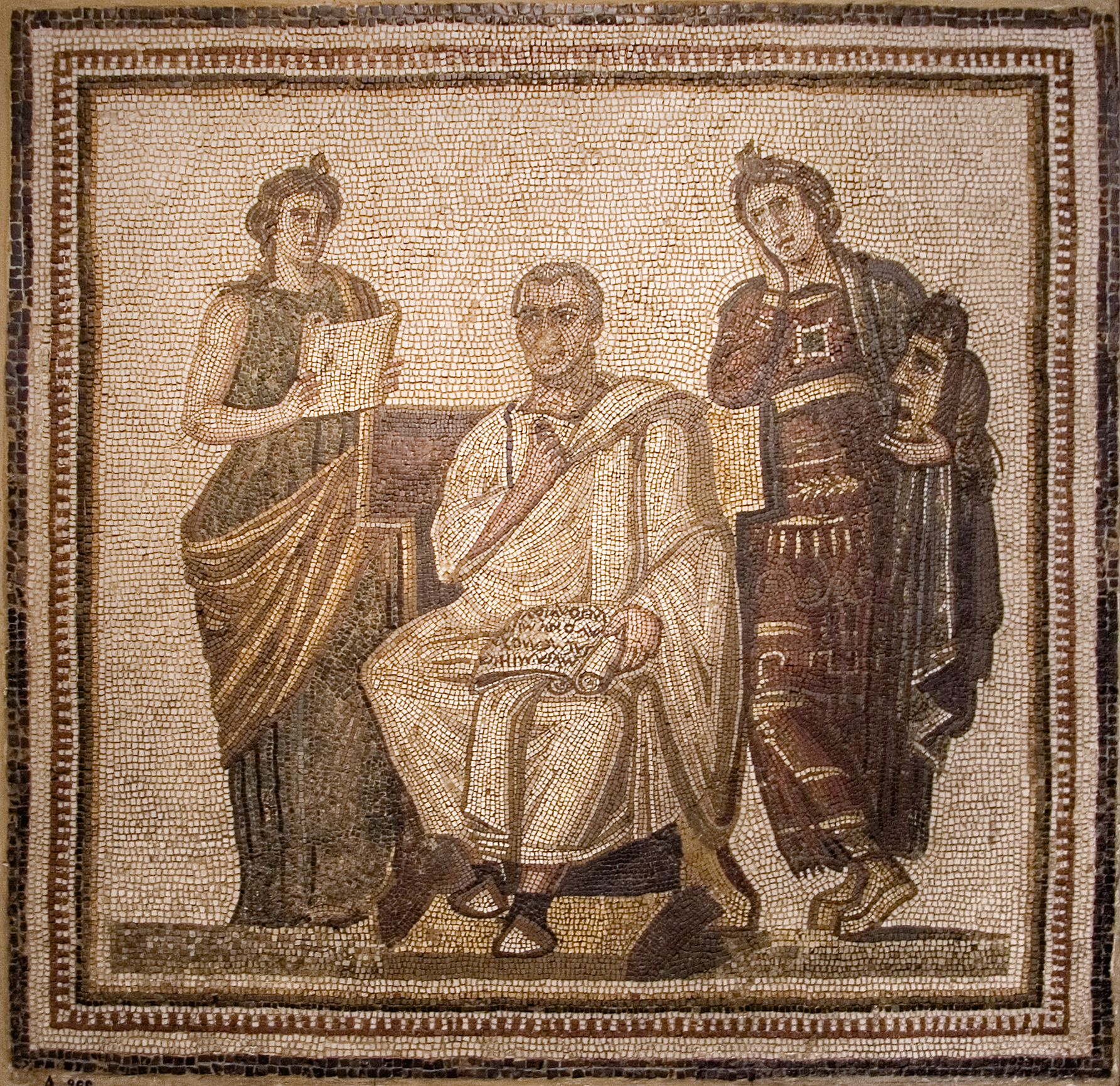
Virgile écrivant l’Énéide entre Clio et Melpomène, mosaïque du musée national du Bardo, Tunis.

Originaire de Gaule Cisalpine, Virgile (70-19 av. J.-C.) s'illustre d'abord dans la poésie bucolique avec les Bucoliques, puis dans la poésie didactique avec les Géorgiques. À l'instigation d'Auguste, Virgile se lance ensuite dans la composition d'une épopée, l’Énéide, qui relate les origines mythiques de Rome. L'épopée confère aux Romains des origines mythiques enviables en faisant d'eux les descendants du héros troyen Énée, fils de Vénus et d'Anchise, qui quitte les ruines de Troie après la guerre de Troie pour se mettre en quête d'un endroit où fonder une seconde Ilion. Énée et les Troyens survivants, guidés par Vénus mais persécutés par Junon, finissent par arriver en Italie, dans le Latium, où leur arrivée provoque méfiance voire hostilité chez les peuples locaux. Allié aux Latins, Énée doit affronter une coalition menée par les Rutules guidés par Turnus. Quoique restée inachevée à la mort de Virgile, l'épopée est publiée tout de même et remporte un succès durable qui vaut à Virgile d'être comparé à Homère.

#### Horace
Horace, ami proche des poètes Virgile et Gallus, est l'auteur de plusieurs ouvrages poétiques : des Satires, des Épodes et des Odes, mais aussi des Épîtres, un Chant séculaire en l'honneur d'Auguste et un Art poétique exposant sa conception de la poésie.

#### Les poètes élégiaques
Une seconde génération de poètes vivant également sous le règne d'Auguste illustre un genre nouveau à Rome : l'élégie, qui s'inspire des poètes grecs. Caius Cornelius Gallus est le premier à composer des élégies en latin, mais ses poèmes sont malheureusement perdus. Après lui viennent plusieurs autres auteurs mieux connus, principalement Tibulle et Properce, auteurs chacun de plusieurs livres d'élégies. Sulpicia, l'une des deux seules écrivaines romaines dont on ait conservé des textes, écrit également des élégies adressées à son amant (six sont parvenues jusqu'à nous). Un auteur comme Ovide illustre également le genre, sans s'y cantonner. L'élégie prend une forme proprement latine, l'élégie érotique romaine. Dans ces poèmes, le poète écrit à la première personne mais se place dans des situations en bonne partie fictives. Il s'adresse souvent à sa maîtresse, elle-même dotée d'un nom fictif (bien que pouvant être librement inspirée d'une personne réelle), et épanche ses sentiments amoureux, ses joies et ses peines, sa jalousie, etc. Un même poème peut contenir plusieurs changements d'humeur et de tonalité et peut s'adresser successivement à plusieurs personnes : la maîtresse elle-même, un ou plusieurs amis du poète, des divinités, des héros et héroïnes mythologiques, etc. Il s'agit d'une poésie légère qui chante les plaisirs et les contraintes d'un amour désespéré ou adultère, car la maîtresse du poète est généralement mariée à un autre homme. Les élégies sont remplies de références mythologiques et montent l'influence de la culture grecque sur le champ littéraire romain.

#### Ovide
Ovide est poète à la cour d'Auguste, où il se rend fameux par plusieurs poèmes, avant de tomber en disgrâce et d'être exilé dans le Pont-Euxin, à Tomis (dans la Roumanie actuelle). Il compose d'abord des élégies, les Amours. Puis il se fait connaître par un recueil à la forme nouvelle en latin : les Héroïdes (Lettres d'amour), un recueil de lettres d'amour imaginaires mettant en scène des héros et héroïnes mythologiques. Il conforte sa réputation avec un Art d'aimer puis des Remèdes à l'amour. Dans les premières années apr. J.-C., il entreprend ce qui devient son poème le plus ample et le plus célèbre : les Métamorphoses, un poème épique où il relate de nombreux épisodes mythologiques comportant des transformations d'êtres vivants. Les différents épisodes sont reliés par un plan général chronologique qui va des débuts du monde jusqu'au règne d'Auguste, et aussi par les liens de parenté entre les personnages, mais il n'y a pas d'intrigue globale unique. Après son exil en 8 apr. J.-C., Ovide continue à composer des recueils de poèmes : les Tristes et les Pontiques, recueils où domine son regret de son pays natal, ainsi qu'un traité de pêche (les Halieutiques) et un poème-pamphlet, Ibis, où il adresse à un ennemi une série d'insultes relevées de références savantes.

#### La poésie didactique
La poésie didactique est représentée sous Auguste par Virgile avec ses Géorgiques, mais aussi par d'autres auteurs moins bien connus. Grattius compose un poème sur la chasse décrivant l'équipement et les techniques des chasseurs et donnant des informations sur les chiens de chasse et les chevaux ; seuls les 500 premiers vers environ nous sont parvenus. Germanicus (de son nom de naissance Caius Julius Caesar), homme politique et militaire très populaire en son temps, traduit et adapte librement en vers latins le poème d'Aratos Les Phénomènes consacré à l'astronomie ; cette traduction a été conservée. Un autre poète, Manilius, compose des Astronomica, un ample poème didactique sur l'astronomie qui nous est également parvenu.

#### L'épopée historique
Durant la même période que Virgile, d'autres poètes composent des épopées en choisissant, de leur côté, des sujets purement historiques empruntés à l'histoire récente. Rabirius compose une épopée sur la guerre civile culminant avec un récit de la bataille d'Actium, mais on n'en connaît actuellement qu'une cinquantaine de vers. Albinovanus Pedo, militaire et poète, compose une épopée sur les conquêtes militaires menées par Germanicus.

### Les prosateurs

#### Tite-Live: l’histoireAb Urbe condita

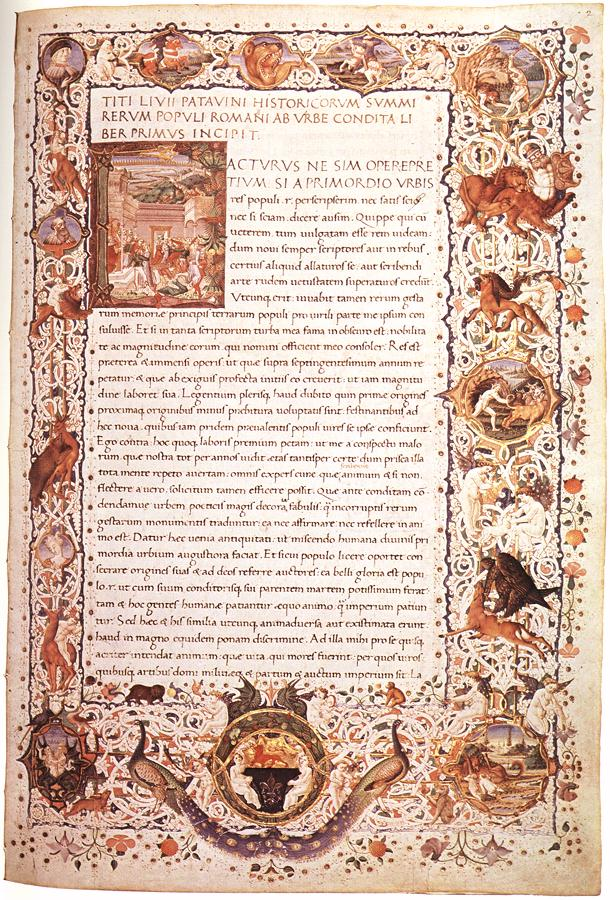
Manuscrit enluminé du XVe siècle contenant une copie du texte de l'histoire Ab Urbe Condita de Tite-Live.

Le règne d'Auguste est également la période qui voit l'élaboration par Tite-Live (Titus Livius) de son ouvrage d'histoire, dont le titre français est Histoire romaine et qui s'intitule en latin Ab Urbe condita libri, c'est-à-dire "les livres (relatant l'histoire romaine) depuis la fondation de la Ville" (la Ville par excellence pour les Romains étant Rome). Cet ouvrage très ample n'est qu'en partie conservé mais représente un ensemble très important pour notre connaissance de l'histoire de Rome et de la vision qu'en avaient les auteurs romains eux-mêmes à l'époque d'Auguste.

#### Les écrits techniques
Vitruve (Marcus Vitruvius Pollio), architecte romain qui connaît le début du règne d'Auguste, compose un traité De architectura (De l'architecture) qui est une source d'informations précieuse sur la conception antique de l'architecture.
Marcus Vipsanius Agrippa, homme politique et militaire au service d'Auguste, prépare sur son ordre des Commentarii formant une description du monde connu à l'époque, malheureusement perdue. Elle contenait sans doute des éléments de géographie physique et humaine ainsi que des informations administratives.
Un précepteur des filles d'Auguste, Verrius Flaccus, a laissé des traités portant sur l'orthographe et la langue latine (traités De orthographia, De obscuris Catonis et un grand traité De verborum significatu où il étudie de nombreux mots rares trouvés dans les inscriptions et les textes latins anciens). Il s'est également intéressé à l'histoire de Rome aux époques anciennes (traité Res etruscae).
Auguste a également recours à des juristes comme Caius Atéius Capito, dont les écrits sont perdus. Un autre juriste, républicain et donc mal vu par Auguste, est Marcus Antistius Labéo, qui compose de nombreux traités et commentaires (dont un à propos de la Loi des douze tables).
De la même époque datent les ouvrages attribués à Caius Julius Hyginus (connu sous son nom francisé « Hygin ») bibliothécaire d'Auguste. Ils nous sont parvenus très altérés et leur attribution a longtemps fait l'objet de débats. Les deux ouvrages conservés d'Hygin sont un traité De astronomia (De l'astronomie) et un ouvrage dont le titre réel est incertain mais qui nous a été transmis sous le titre Fabulae (Fables) et qui contient des récits mythologiques.

#### L'éloquence
Le règne d'Auguste voit la répression des derniers orateurs républicains, comme Cassius Severus (exilé) et Titus Labienus (qui se suicide après avoir vu brûler ses discours sur l'ordre du Sénat). L'éloquence politique et judiciaire se trouve profondément affectée par le changement de régime, qui ne se prête plus aux débats tels qu'ils avaient lieu au Sénat sous la République.
Un orateur connu de la période augustéenne est Sénèque le Père (père du philosophe Sénèque), également appelé Sénèque le Rhéteur. On lui doit plusieurs recueils de discours et d'exercices rhétoriques qui nous donnent une meilleure idée de l'enseignement de la rhétorique à l'époque.

## La littérature latine auIersiècleapr. J.-C.
- Rhétorique / Grammaire
  - Asconius
  - Publius Rutilius Lupus
  - Sénèque le rhéteur
  - Quintilien
- Philosophie
  - Musonius Rufus
  - Sénèque le philosophe
- Histoire
  - Tacite
  - Valère Maxime
  - Velleius Paterculus
  - Quinte-Curce
- Roman
  - Pétrone
- Théâtre
  - Sénèque le philosophe
- Fables
  - Phèdre
- Poésie
  - Caius Valerius Flaccus
  - Calpurnius Siculus
  - Césius Bassus
  - Lucain
  - Manilius
  - Martial
  - Ovide
  - Perse
  - Silius Italicus
  - Stace
  - Sulpicia
- Correspondance
  - Pline le Jeune
  - Sénèque le philosophe
- Sciences et techniques
  - Columelle
  - Frontin
  - Pline l'Ancien
  - Pomponius Mela

## La littérature impériale auIIesiècleapr. J.-C.
- Réthorique / Grammaire
  - Aulu-Gelle
  - Flavius Caper
- Philosophie
  - Épictète
  - Marc-Aurèle
- Histoire
  - Florus
  - Lucius Ampelius
  - Suétone
- Roman
  - Apulée
- Théâtre
  - Hosidius Geta
- Poésie
  - Juvénal
- Correspondance
  - Fronton
- Théologie chrétienne
  - Tertullien
- Droit
  - Gaius
  - Papinien

## La littérature impériale auIIIesiècleapr. J.-C.
- Réthorique / Grammaire
- Philosophie
- Histoire
  - Justin
- Roman
- Poésie
  - Commodien
  - Némésien
  - Publilius Optatianus Porfirius
- Correspondance
- Sciences et techniques
- Droit
  - Modestin
  - Paul
  - Ulpien

## La littérature impériale auIVesiècleapr. J.-C.
- Réthorique / Grammaire
- Philosophie
- Histoire
  - Ammien Marcellin
- Poésie
  - Ausone
  - Claudien
  - Prudence
- Correspondance
- Sciences et techniques
- Théologie chrétienne
  - Ambroise de Milan
  - Augustin d'Hippone
  - Lactance

## La littérature impériale auVesiècleapr. J.-C.
- Réthorique / Grammaire
- Philosophie
  - Macrobe
- Histoire
- Roman
- Fables
- Poésie
- Correspondance
- Sciences et techniques

## Littérature chrétienne latine
- Minucius Félix
- Tertullien
- Saint Cyprien
- Lactance
- Saint Ambroise
- Saint Jérôme
- Saint Augustin
- Boèce

### Ouvrages généraux
- Charles Georgin, Les Latins, Paris, Librairie Hatier, 1950
- Hubert Zehnacker et Jean-Claude Fredouille, Littérature latine, Paris, Presses universitaires de France, coll. "Premier cycle", 1993 (3e édition corrigée : 2001).
- Marie-Pierre Arnaud Lindet, Histoire et politique à Rome, Paris, Bréal, 2001

### Sur des genres ou des auteurs en particulier
- Florence Dupont, Le Théâtre latin, Paris, Armand Colin, 1988 (2e édition 1999).
- Pierre Hadot, Qu'est-ce que la philosophie antique ?, Paris, Gallimard, 1995.
- Laurent Pernot, La Rhétorique dans l'Antiquité, Paris, Livre de poche, 2000.
- Paul Veyne, L'élégie érotique romaine. L'amour, la poésie et l'Occident, Paris, Seuil, 1983.
- Pierre-Maxime Schul (dir.), Les Stoïciens, anthologie de textes traduits par Émile Bréhier, Paris, Gallimard, coll. "Tel", 2 volumes, 1962.